# Mohammad Khaled Hossain
Mohammed Khaled Hossain (bengalí: মোহাম্মদ খালেদ হোসেন) también conocido como Sajal Khaled (1979-20 de mayo de 2013) fue un montañero de Bangladés y director de cine. Fue la quinta persona de Bangladés en llegar a la cima del monte Everest. Llegó a la cumbre de la montaña entre las 10:00 a. m. y 11:00 a. m. BST del 20 de mayo de 2013 e izó la bandera de Bangladés en el ápice del mundo. Bajando desde el monte Everest murió. El accidente podría haber ocurrido unas horas después de haber llegado a la cima.

## Biografía
Mohammad Khaled Hossain fue el hijo menor de Sufia Begum y Abdul Aziz. Se casó con Tahmina Khan Saily, emprendedora. Su único hijo es Susmit Hossain.
Khaled Hossain (Sajal) estudió en Adamjee Cantonment Public School & College. Pasó la SSC en 1993 y HSC en 1995. Sajal se graduó con Licenciatura (con honores) en Informática y Máster en Estudios de Cine.

## Otras expediciones
- Frey Mount (Sikkim-India), 2006
- Makalu, 2009
- Himalay Bangladesh-Nepal Friendship peak, 2010
- Sindhu Chuli Mount (Nepal), 2011[4][5]